# Trachyarus prominulus
Trachyarus prominulus är en stekelart som beskrevs av Diller 1989. Trachyarus prominulus ingår i släktet Trachyarus och familjen brokparasitsteklar. Inga underarter finns listade i Catalogue of Life.